# Andrew Bynum
Andrew Bynum (født 27. oktober 1987 i Plainsboro, New Jersey, USA) er en amerikansk tidligere basketballspiller, der spillede som center i NBA-klubberne Los Angeles Lakers, Cleveland Cavaliers og Indiana Pacers. Bynum blev valgt som nummer 10 i draften i 2005 og blev den yngste spiller der nogensinde har spillet en kamp i NBA i en alder af 18 år og 6 dage. Han tog titlen fra Jermaine O'Neal. Bynum vandt NBA–mesterskabet to gange med Lakers i 2009 og 2010. Han blev valgt til All-Star– og All-NBA holdet i 2012, men skader tvang ham i 2014 til at måtte forlade ligaen og han har ikke spillet en NBA kamp siden.